# Stylidium lineatum
Stylidium lineatum är en tvåhjärtbladig växtart som beskrevs av Otto Wilhelm Sonder. Stylidium lineatum ingår i släktet Stylidium och familjen Stylidiaceae. Inga underarter finns listade i Catalogue of Life.